# Louis Charles de la Blandinière
Louis Charles de la Blandinière, né vers 1671 à Rouen (dans le département actuel de la Seine-Maritime) et mort le 18 août 1739 à Paris, dit le « chevalier de la Blandinière », est un officier de marine français des XVIIe et XVIIIe siècles. Il sert dans la Marine royale pendant la guerre de Succession d'Espagne et est nommé directeur du Dépôt des cartes et plans de la Marine (1722-1734). Il parvient au grade de chef d'escadre des armées navales en 1734.

## Biographie

### Origines et jeunesse
Il est le deuxième fils (et le troisième enfant) de Louis Charles, seigneur de la Blandinière (†1677), conseiller aux requêtes du Palais, capitaine d'infanterie et de sa femme Marie Le Maigre (1637-1714). Ses parents se marient en 1662. La famille Charles a occupé un rang distingué dans la noblesse parlementaire de Normandie. Connue depuis 1460, ses membres sont avocats ou conseillers au Parlement de Rouen de pères en fils. La ferme de La Blandinière est un ancien fief seigneurial longtemps possédé par cette famille qui en prend le nom : les Charles de La Blandinière. 
En 1688, lorsque le jeune Louis est destiné par sa famille à une compagnie de gardes de la Marine, on constate que ces grands robins rouennais sont sur leur déclin, comme l'étaient les Bretel lorsque le marquis de Lanquetot entre dans la Marine. En 1703, son frère Raoul, capitaine dans le régiment de Navarre, est tué au siège de Landau.

### Carrière dans la Marine
Aide major de la flotte placée sous les ordres du comte de Toulouse, il est chargé à la fin de l'été 1704 de porter au Roi la nouvelle de la victoire remportée sur les escadres anglaises et hollandaises à l'entrée de la Méditerranée. D'après le Journal du marquis de Dangeau, il n'arrive à Fontainebleau que le 13 septembre, soit vingt jours après le combat. Les nouvelles en provenance d'Espagne sont alors très attendues et il est présenté au roi :

« Le soir il y eut comédie, qui devoit commencer à sept heures ; mais on n'y alla qu'à huit parce qu'on voulut savoir les nouvelles qu'apportoit le chevalier de la Blandinière, aide major de la marine, que M. le comte de Toulouse envoyoit au roi et que M. de Pontchartrain amena au roi chez madame de Maintenon sur les six heures et demie. »

Louis XIV, satisfait, lui accorde une commission de capitaine de vaisseau.
Il est toujours protégé par le compte de Toulouse et est nommé pour succéder à Charles-Hercule d'Albert de Luynes en tant que directeur du Dépôt des cartes et plans de la Marine, le 18 mai 1722, lorsque ce dernier est fait chef d'escadre. Il réside alors davantage à la cour que dans les ports. Il conserve sa charge beaucoup plus longtemps que son prédécesseur et, lorsqu'il la quittera en 1734, lorsqu'il est lui-même promu chef d'escadre le 10 mars 1734.
Il effectue lui-même quelques missions hydrographiques après avoir laissé son poste de « préposé à la garde et à l'inspection des cartes et plans de la Marine » à Charles d'Albert du Chesne (10 mars 1734). Il regagne alors sa propriété normande afin de travailler à ses cartes (notamment un plan des côtes de Saint-Domingue et une de celle de l'Acadie). Il fait alors partie des quelques officiers qui attachent une importance croissante à la chose scientifique, dès la première moitié du XVIIIe siècle.
Il meurt à Paris le 18 août 1739, à l'âge de 68 ans, sans descendance.

### Sources et bibliographie
- Théophraste Renaudot, Gazette de France, vol. 2, Paris, 1767, [lire en ligne], p. 254
- Ange Chaix d'Est, Dictionnaire des familles françaises anciennes ou notables à la fin du XIXe siècle, C. Hérissey, Évreux, 1903, [lire en ligne], p. 25-26
- Michel Vergé-Franceschi, Les Officiers généraux de la marine royale (1715-1774) : origines, conditions, services, vol. 3, Librairie de l'Inde, 1990 - 3469 pages, p. 1124 et suiv.